# چشمه بوریا
چشمه بوریا یک منطقهٔ مسکونی در ایران است که در دهستان گلستان (گرمه) واقع شده‌است.